# Choe Bu
Choe Bu (em coreano:  최부, 1454–1504) foi um oficial coreano que marcou a época da dinastia Joseon. Tornou-se mais conhecido pelo relato de suas viagens naufragadas na China, entre fevereiro a julho de 1488, durante a dinastia Ming (1368–1644). Ele acabou sendo banido da corte de Joseon em 1498, e morto em 1504 durante dois expurgos políticos. No entanto, em 1506, foi exonerado, recebendo honrarias póstumas pelo Estado de Joseon.
Os relatos do diário de Choe sobre suas viagens na China foram amplamente publicados durante o século XVI na Coréia e no Japão. Os historiadores modernos também se referem a seus trabalhos escritos, já que seu diário de viagem forneceu uma perspectiva única de forasteiro sobre a cultura chinesa no século XV. As atitudes e opiniões expressas em seus escritos representam, em partes, os pontos de vista dos literatos coreanos confucionistas daquela época que viam a cultura chinesa como compatível e semelhante à cultura coreana. As descrições relacionadas às cidades, pessoas, costumes, culinárias e comércio marítimo ao longo do Grande Canal da China, forneceram informações sobre a vida cotidiana da China e como ela diferia entre as regiões norte e sul deste país durante aquele período.

## Primeiros anos e carreira

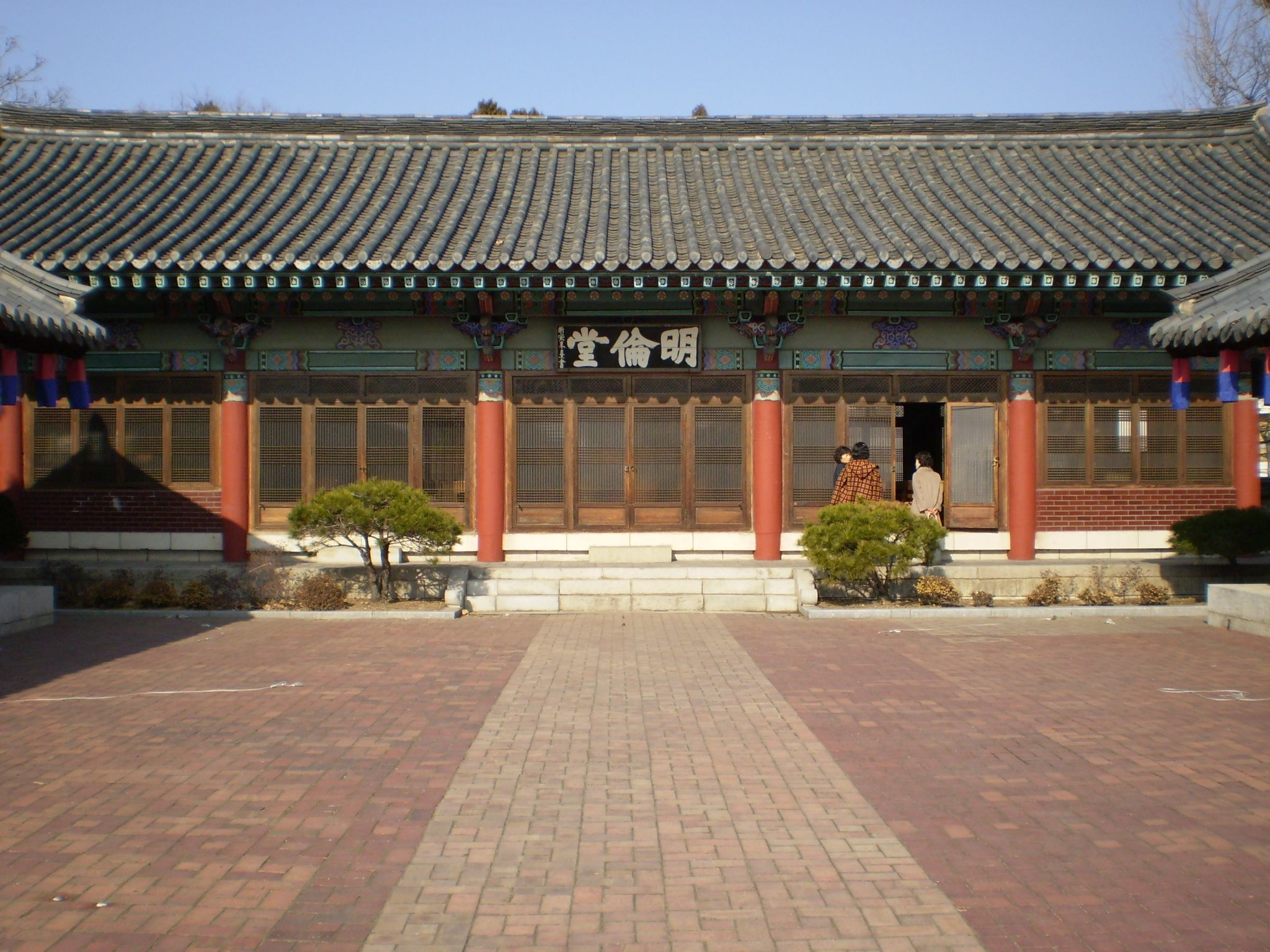
Hyanggyo, em Daegu; os hyanggyo eram instituições de ensino administradas pelo governo, onde os alunos estudavam para o exame público

Nome coreano ligado aos clãs dos Chois, Choe Bu nasceu em 1454, na cidade de Naju, em Jeolla do Sul, província da Coreia. Choe passou nos exames jinsa em 1477, que se tratava de uma prova simples, pois não garantia imediatamente um posto no governo; em vez disso, permitia a matrícula na Academia Nacional, ou Seonggyungwan, onde poderia estudar mais para as atividades superiores mungwa. Em preparação para os exames, ele estudou os Cinco Clássicos como os estudantes confucionistas fizeram por séculos, mas também aprendeu a ênfase dos Quatro Livros de Zhu Xi (1130–1200), que estava de acordo com o neoconfucionismo, uma doutrina aceita pela primeira vez na educação tradicional chinesa em meados do século XIII. Choe foi aprovado no primeiro concurso público em 1482, e no segundo concurso público em 1486, qualificando-o para um cargo imediato no governo. Em uma carreira como funcionário acadêmico graduado que durou 18 anos, foi privilegiado com vários cargos. Ocupou cargos na Biblioteca Hodang, na tipografia e na Academia Nacional. Além disso, também ocupou cargos envolvendo militares, como na comissão de suprimentos militares, no gabinete do inspetor-geral e na guarnição de Yongyang. O auge de sua carreira ocorreu após ser promovido a ministro da Diretoria de Cerimônias da capital, cargo conceituado. Choe Bu também foi um dos pesquisadores que ajudou na compilação do Dongguk Tonggam em 1485, uma história da Coreia desde os tempos antigos. Choe aprendeu ética confuciana, literatura da China (letras e poesia) e era versado em história, geografia e pessoas notáveis coreanas; tudo isso, posteriormente, o ajudou a esclarecer a noção de alguns oficiais chineses de que ele era um pirata japonês, e não um oficial coreano que infelizmente naufragou na China. Em 1487, Choe Bu foi encaminhado para a Ilha de Jeju para verificar os registros de escravos fugitivos do continente.

## Náufrago na China em 1488

### Região Sul da China

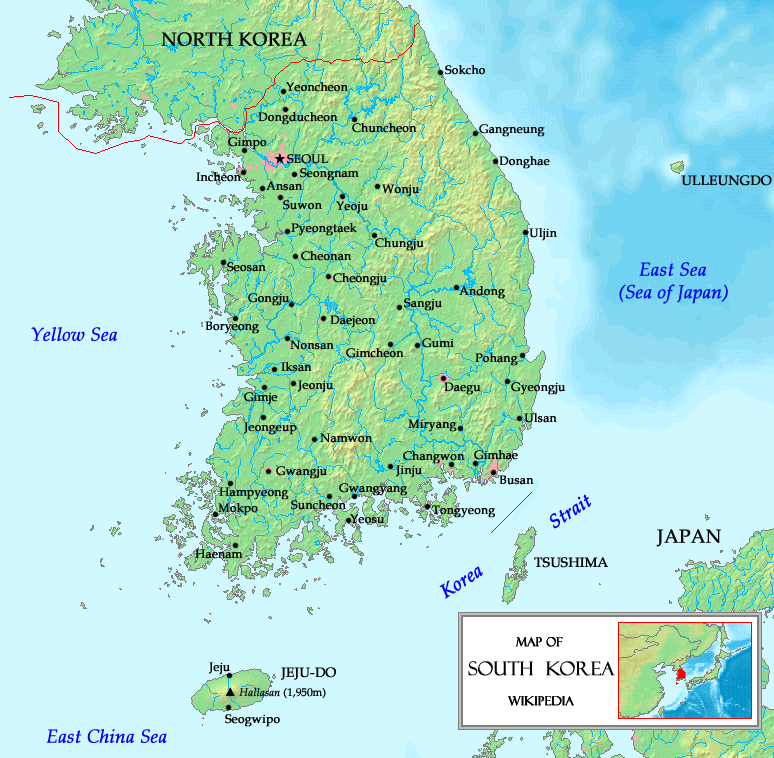
Mapa da península coreana com a Ilha de Jeju, localizada no canto inferior esquerdo no Mar da China Oriental

Enquanto trabalhava em Jeju como Comissário de Registros da ilha, um escravo da família de Naju chegou em 12 de fevereiro de 1488 para avisar Choe de que seu pai havia morrido. Mantendo seus valores confucionistas, Choe se preparou para deixar seu posto imediatamente e iniciar o período de luto pela perda de seu pai. No entanto, enquanto navegava para a Coreia com uma tripulação de 43 coreanos, o navio de Choe foi desviado do trajeto durante uma violenta tempestade que durou catorze dias; seu navio flutuou sem destino em direção à China até chegar à costa chinesa ao largo de Taizhou, Chequião, perto de Liampó. Antes de chegar à costa de Chequião, Choe escreveu no quinto dia de sua viagem no mar durante a tempestade:

Neste dia, uma densa névoa obscureceu tudo. As coisas não poderiam ser distinguidas a um pé de distância. Ao anoitecer, a chuva caiu forte, diminuindo um pouco com a noite. As ondas assustadoras eram como montanhas. Elas levantariam o navio para o céu azulado, e depois o jogariam como se estivessem em um abismo. Elas ondularam e se chocaram, o barulho separando o céu da terra. Todos nós podemos ser afogados e deixados para apodrecer a qualquer momento.

A pedido de seus tripulantes, Choe trocou de roupa em um ritual de preparação para a morte, embora tenha rezado aos céus para salvar ele e sua tripulação, perguntando quais pecados eles cometeram para merecer esse destino. No sexto dia, durante um tempo mais ameno, seu navio chegou a um grupo de ilhas no Mar Amarelo, onde piratas chineses estavam ancorados. Os piratas roubaram mercadorias e suprimentos de seu navio, jogaram fora os remos e a âncora dos coreanos e os deixaram à deriva no mar.

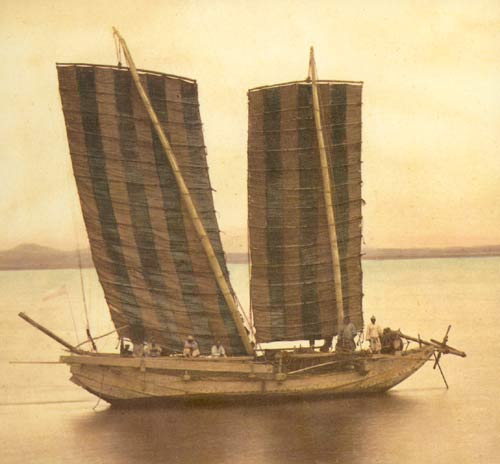
Foto de um junco, embarcação coreana registrado em 1871

Embora ainda estivesse chovendo muito, a tripulação de Choe avistou uma faixa quase deserta da costa de Chequião, em 28 de fevereiro. Imediatamente, seu navio quase foi cercado por seis barcos chineses, cujas tripulações não tentaram embarcar no navio de Choe até o dia seguinte. Embora não falasse chinês, Choe era capaz de se comunicar com os chineses usando seu sistema de caracteres escritos, no que foi apelidado de "conversas de pincel". Por escrito, ele questionou esses marinheiros chineses sobre a distância da estrada oficial e rota de mensageiro mais próximas. Ao receber três estimativas diferentes da distância de lá até a capital da província de Taizhou, Choe foi convencido de que seus anfitriões o estavam enganando; o historiador Timothy Brook observa que era mais provável que fosse ignorância e inexperiência de viajar para o interior do que mero engano por parte dos marinheiros chineses. Independentemente disso, os marinheiros chineses começaram a roubar o navio coreano de seus bens restantes, convencidos de que eram piratas japoneses. Quando fortes chuvas inundaram, mais uma vez, a região, os marinheiros chineses voltaram para seus navios; o grupo de Choe, temendo pôr suas vidas em risco, caso os marinheiros embarcassem em seu navio novamente, viu isso como um momento oportuno e correu para a costa sob a cobertura da chuva. Depois de viajar vários dias por terra em busca da rota de mensageiro mais próxima, o grupo de Choe foi encontrado pelas autoridades chinesas e levado para o Batalhão Taizhou. Como no episódio anterior com os marinheiros e aldeões chineses ao longo da costa, os coreanos quase foram mortos quando foram encontrados pela primeira vez por soldados chineses. Utilizando sua sagacidade intelectual nesses confrontos perigosos, quando era confundido com um pirata costeiro, Choe evitou o desastre para ele e sua tripulação.

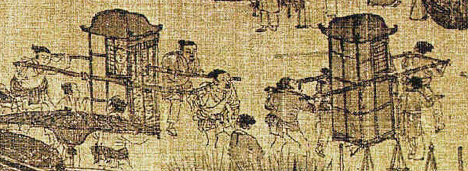
Pintura ilustrativa do século XII, com autoria de Zhang Zeduan, artista da dinastia Sung, mostrando pessoas carregadas em liteiras chinesas, as mesmas em que Choe e seus oficiais foram carregados enquanto atravessavam Zhejiang

O comandante do batalhão em Taizhou ordenou que seu oficial Zhai Yong escoltasse o grupo coreano de Choe Bu ao centro de comando regional em Shaoxing, no dia 6 de março. De lá, eles poderiam ser transferidos para as autoridades provinciais em Hancheu e, finalmente, para a capital do império, Pequim, onde o grupo poderia ser escoltado oficialmente de volta à Coreia. Choe Bu e sua equipe foram transportados em liteiras, um veículo fornecido pelo Batalhão Taizhou; contudo, em locais de terreno hostil, Choe Bu era obrigado a andar a pé junto com os demais.
As tropas do batalhão que escoltavam Choe e seu grupo coreano chegaram ao Batalhão Jiantiao em 8 de março; no dia seguinte, eles viajaram de barco pela baía de Sanmen para chegar à delegacia de polícia de Yuexi e aos mensageiros. Em 10 de março, o grupo viajou pela rota postal até a estação de Baiqiao, um centro de mensageiros entre as prefeituras de Taizhou e Liampó. Os funcionários do mensageiro estavam ansiosos para se despedir dos coreanos, já que um grupo de 43 pessoas era considerado grande demais para uma transportadora mensageira fornecer acomodações repentinas.

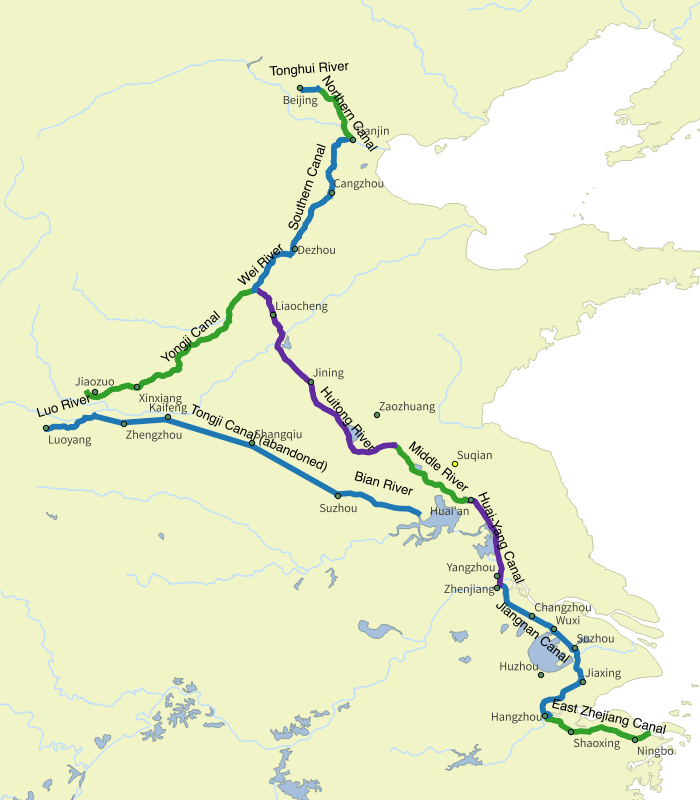
O trajeto da Grande Canal da China; de Ningbo a Pequim, a escolta de Choe Bu percorreu uma distância total de 2340 km em 49 dias de viagem.

Em uma viagem que durou o dia inteiro, a comitiva chegou à próxima estação localizada 35 km (22 mi) ao norte, na segunda vigília da noite. Chuvas fortes e vento impossibilitaram o avanço, mas apesar da chuva no dia seguinte, Zhai Yong pediu a Choe e aos coreanos que continuassem independentemente, explicando que os critérios para horários de chegada rápida no sistema mensageiro da China eram muito rigorosos. A equipe viajou outros 35 km (22 mi) em 11 de março, completamente encharcado pela chuva quando chegaram à próxima estação. O chefe da estação forneceu ao grupo uma pequena fogueira para se aquecer, mas um homem que pensava que os coreanos eram piratas capturados invadiu e chutou o fogo com raiva. Zhai Yong obedientemente escreveu um relato sobre esse ataque e o encaminhou ao gabinete do magistrado do condado antes de fazer com que o grupo continuasse a caminho de seu destino no dia seguinte, 12 de março. Eles chegaram ao rio Beidu naquele dia, embarcando em navios que os levariam ao Grande Canal, o mensageiro central e a artéria comercial da China que os levaria até Pequim. A essa altura, o transporte aquaviário era o meio de transporte preferido dos mensageiros; Choe escreveu que "todos os enviados, tributos e comércio vêm e vão por água. Se a água nas eclusas e rios for muito rasa por causa da seca para deixar os barcos passarem ou se houver um assunto muito urgente, a rota terrestre é tomada." Quando o grupo chegou a Liampó naquele dia, Choe Bu comentou sobre a bela paisagem; quando chegaram à cidade de Cixi, ele notou os muitos mercados da cidade e a confusão de navios de guerra; ao entrar em Ningbo e chegar ao Escritório Supremo de Defesa contra a Pirataria, Choe escreveu que os portões e as multidões lá eram três vezes maiores do que em Cixi.
Depois de interrogar Choe Bu e Zhai Yong, Zhai foi punido com chicotadas, devido ao episódio recente sobre os pontapés que os oficiais de Ningbo citaram como prova de sua falta de comando. No entanto, essa não foi a única ofensa; Zhai foi chicoteado novamente quando o grupo chegou a Hancheu, já que não cumpriu o prazo para chegar ao seu destino enquanto escoltava os coreanos. A punição padrão era de 20 golpes por um dia de atraso, com um golpe adicional para cada três dias seguidos de atraso e um máximo de 60. Embora isso talvez tenha atrapalhado a viagem, Choe ficou impressionado com as vistas de Hancheu, escrevendo:

Realmente parece um mundo diferente, como dizem as pessoas (...) As casas ficam em fileiras sólidas e os vestidos das multidões parecem biombos. Os mercados acumulam ouro e prata; o povo acumula roupas belas e enfeitadas. Navios estrangeiros ficam tão grossos quanto os dentes de um pente, e nas ruas, lojas de vinho e salões de música ficam de frente umas com as outras.

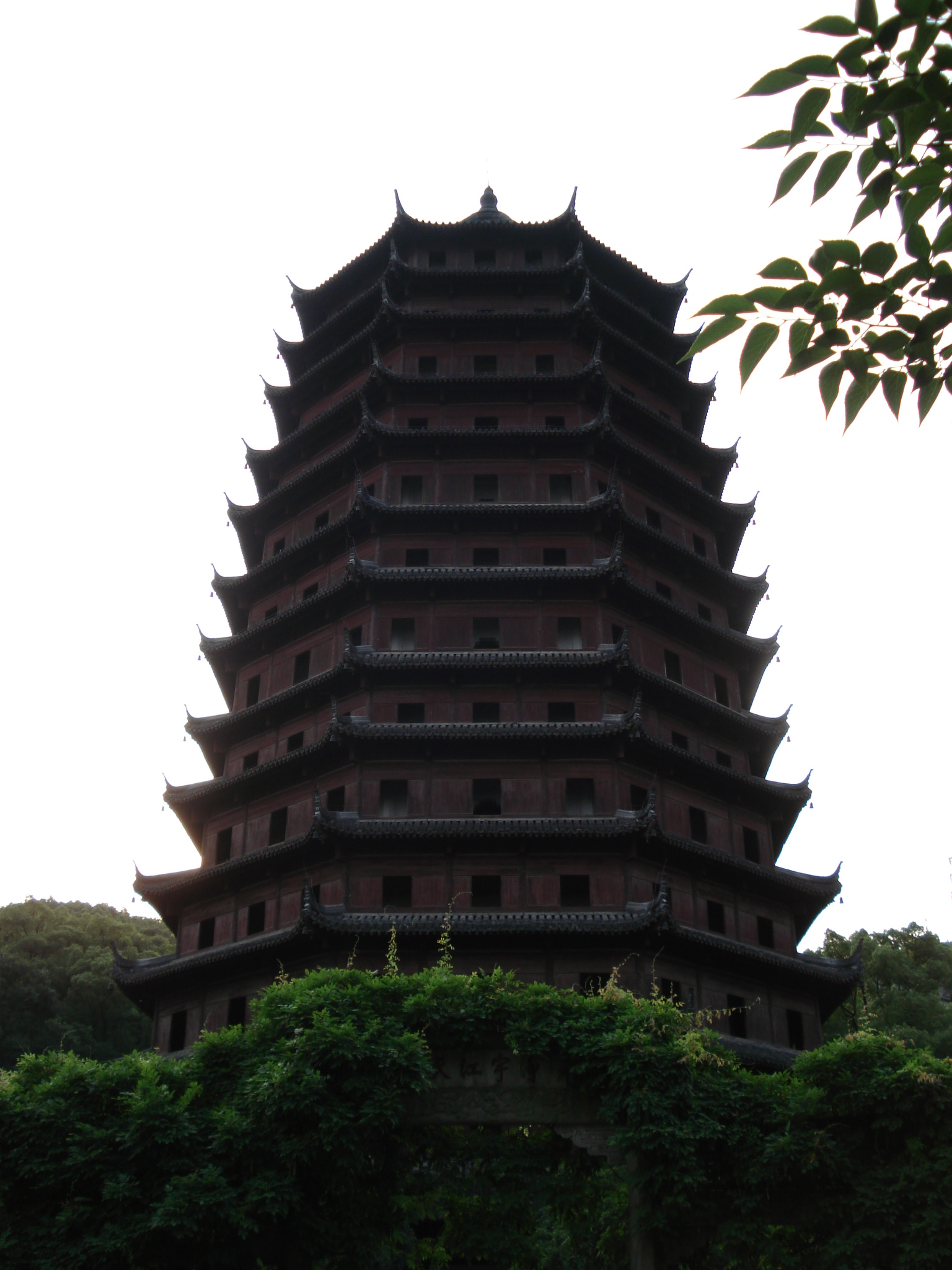
O pagode Liuhe, de Hancheu, construído em 1165 durante a dinastia Sung

Brook afirma que Choe observou corretamente o fato de que Hancheu era o centro da cidade comercial onde navios de áreas do sudeste da China se reuniam para levar mercadorias para a região de Jiangnan, o foco da atividade comercial na China. Devido às leis haijin, o governo Ming era a única entidade autorizada a conduzir o comércio exterior; independentemente dessa proibição, Choe foi informado do contrabando ilegal desenfreado que passava por Hancheu, trazendo sândalo, pimenta e perfumes do Sudeste Asiático e do Oceano Índico. No entanto, esta era uma empreitada arriscada, pois Choe foi informado de que metade dos navios envolvidos neste negócio não retornavam. Em 23 de março, o governo da província de Hancheu concedeu ao grupo de Choe uma nova escolta, um documento oficial explicando sua presença na China e grandes provisões de alimentos e outros itens que complementavam os escritórios de transporte encarregados das necessidades de transporte nacional em grande escala. O grupo permaneceu em Hancheu por mais dois dias antes de partir em 25 de março. O motivo do atraso foi devido ao cumprimento atencioso dos funcionários mensageiros ao manual Da Ming guanzhi (Sistema Burocrático da Dinastia Ming), que era usado para calcular, por meio de princípios geomânticos, quais dias eram auspiciosos para partir e quais não eram. Os europeus também tomaram conhecimento de tais práticas de adivinhação no final do século XVI: a Historia de las cosas más notables, ritos y costumbres del gran reyno de la China, publicada pelo espanhol Juan González de Mendoza em 1585, menciona que, entre os livros chineses comprados pelo frade agostiniano espanhol Martín de Rada, em Fujian, no ano de 1575, estavam alguns que discutiam como "lançar lotes quando iniciam qualquer jornada (...)"
Viajando 50 km (31 mi) em média por dia, a equipe levaria 43 dias, entre 25 de março a 9 de maio, para viajar de Hangzhou a Pequim; embora a viagem tenha passado um dia em Sucheu, eles ainda venceram o prazo em dois dias, pois 45 km (28 mi) era a distância diária de viagem padrão do sistema de mensageiros.

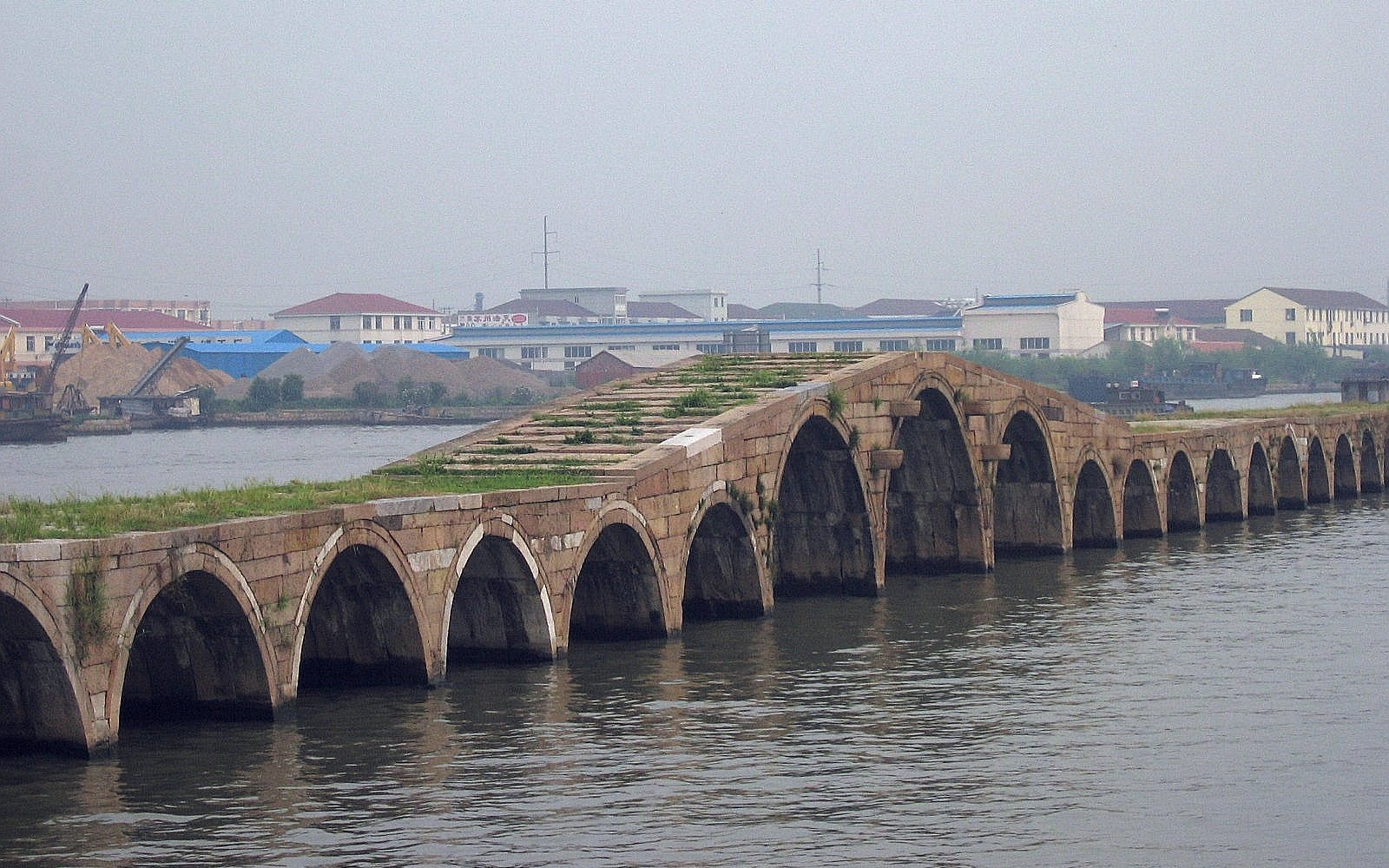
Ponte Baodai, de Sucheu, construída em 1446 durante a dinastia Ming

Choe Bu observou que, apesar da grandeza de Hancheu, não era uma competição para Sucheu, enquanto o primeiro apenas distribuía alimentos para enriquecer a região de Jiangnan. Depois de visitar Sucheu em 28 de março, Choe Bu comentou sobre este modelo econômico do sudeste:

Lojas e mercados, um após o outro, alinhavam-se nas duas margens do rio, e os juncos mercantes estavam amontoados. Foi bem chamado de centro urbano do sudeste (...) Todos os tesouros da terra e do mar, como sedas finas, gaze, ouro, prata, joias, artesanato, artes e ricos e grandes comerciantes estão lá [e] (...) funcionários dos juncos de Henan, Hebei e Fujian se reúnem como nuvens.

Descrevendo a expansão suburbana em torno de Sucheu e outras cidades do Rio Yangtzé, Choe escreveu (nota, um li é equivalente a 1,7 km ou 1,05 milhas): "Frequentemente por até vinte li ao redor deles, os portões da vila lotam o solo, os mercados se alinham nas estradas, as torres olham para outras torres e os barcos navegam de popa a popa."

### Região Norte da China

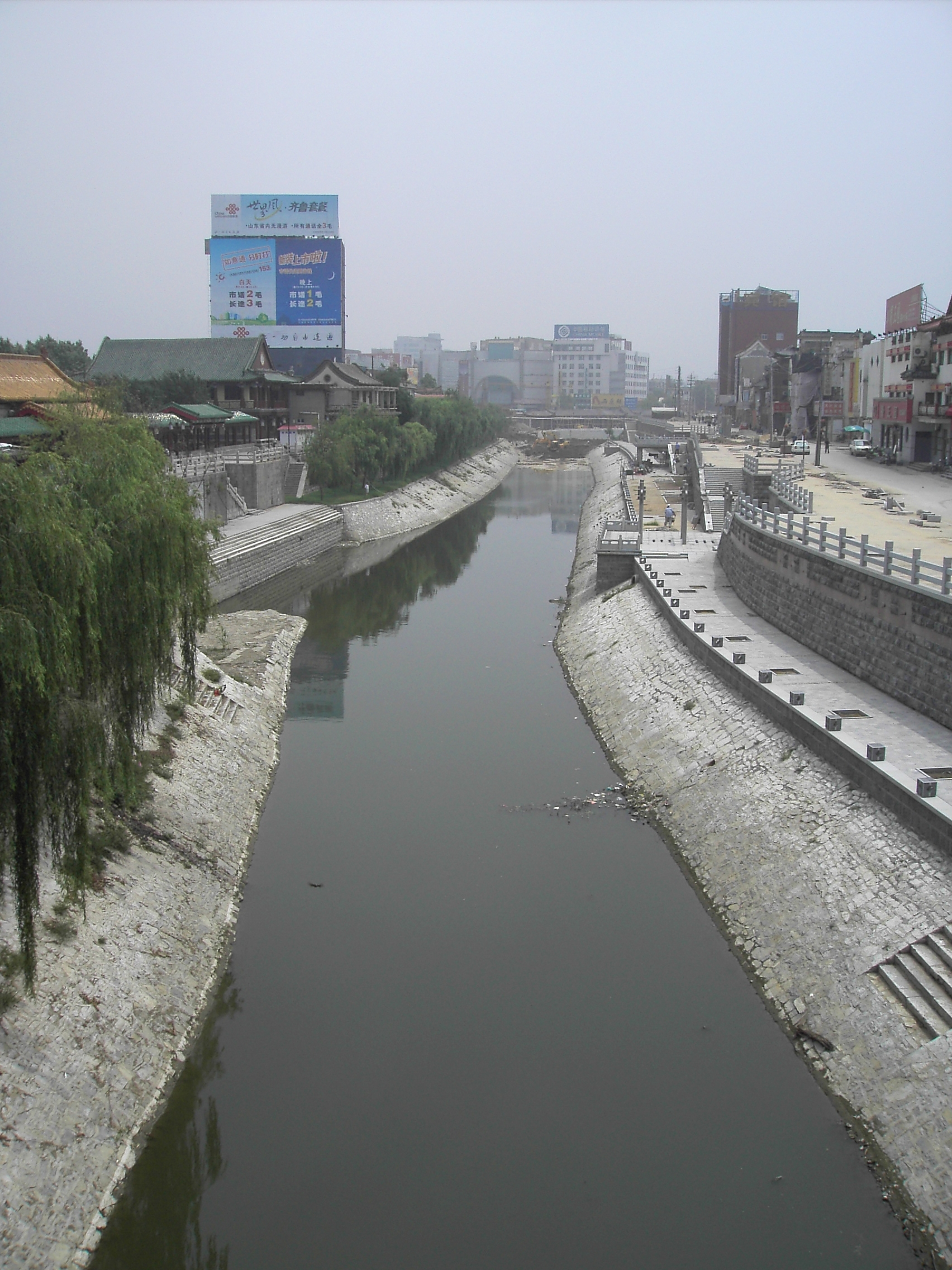
Seção do Grande Canal da moderna Jining, Xantum

Depois de partir de Sucheu e continuar subindo o Grande Canal, o grupo de Choe alcançou as corredeiras de Lüliang em 13 de abril, o que interrompeu o trajeto do canal na parte norte de Zhili do Sul. Ele escreveu que equipes de dez juntas de bois foram usadas para puxar seus barcos pelas corredeiras, enquanto equipes de 100 homens foram usadas na próxima etapa das corredeiras do rio, em Xuzhou. Notou as eclusas que controlavam os níveis de água em seções do canal para a passagem segura dos navios. Além disso, descreveu as movimentadas cidades de Linqing e Dezhou, na província de Xantum, no norte, embora tenha afirmado que a atividade mercantil e o tamanho dessas duas cidades não correspondiam à grandeza de Hancheu e Sucheu, no sul. Na verdade, Choe observou que apenas essas duas e um punhado de outras cidades no norte da China correspondiam à prosperidade do sul da China, afirmando que o norte era bastante pobre e subdesenvolvido em comparação com o sul. Ele também acreditava que os chineses do sul exibiam um grau mais refinado de cultivo, ordem social, alfabetização e diligência do que os do norte. Choe escreveu que, embora as pessoas do sul estivessem bem vestidas e tivessem muito de sobra, as pessoas do norte geralmente careciam de suprimentos de tudo e temiam bandidos. Brook escreveu:

No final do diário de [Cho'e Bu], ele apresenta uma ladainha de contrastes deprimentes: casas espaçosas com telhado de telha na região sul do rio Yangtzé, casebres com telhado de palha ao norte; liteiras ao sul, cavalos e burros ao norte; ouro e prata nos mercados do sul, dinheiro de cobre no norte; diligência na agricultura, manufatura e comércio ao sul, indolência ao norte; disposição agradável ao sul, temperamento briguento ao norte; educação ao sul, analfabetismo ao norte.

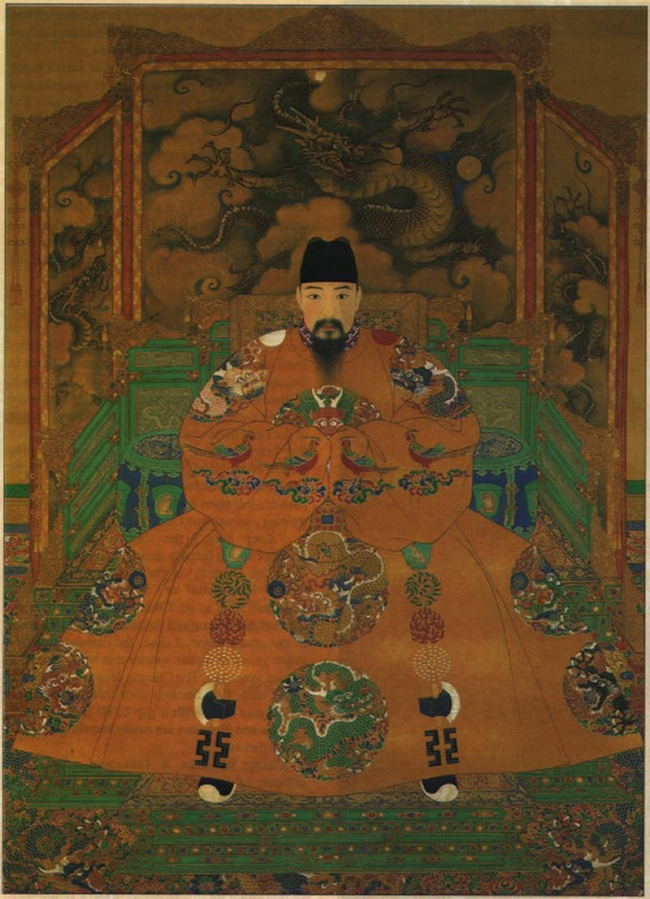
O Imperador Hongzhi (r. 1488–1505)

Choe descobriu que pessoas em toda a China e em quase todos os estratos sociais participavam de negócios. Ele escreveu que, embora os funcionários chineses — que tradicionalmente eram desprezados se participassem de qualquer empreendimento comercial privado —  "carregariam o saldo em suas próprias mangas e analisariam o lucro por centavos".
Enquanto viajava de Xantum para Zhili do Norte, Choe notou uma multidão de barcos que continham funcionários dos Ministérios da Guerra, Justiça e Pessoal. Quando ele questionou seus acompanhantes sobre isso, Choe foi informado de que o recém-entronizado imperador Hongzhi (r. 1488–1505) havia recentemente afastado do cargo um grande número de funcionários que ele considerava ineptos e indignos de seus cargos. Brook afirma que era um privilégio bastante confortável para funcionários desonrados e demitidos serem escoltados pela transportadora de mensageiros, mas mesmo essa preservação das aparências ainda era um lembrete firme de seu banimento da corte.
A viagem durou um total de 11 dias atravessando a planície do norte da China, através do Grande Canal, antes de chegar ao distrito de Tongzhou, onde havia um grande depósito próximo à capital. De lá, eles deixaram seus navios mensageiros e viajaram de asno a pé em direção à capital Pequim, onde se alojaram na Hospedaria Central dos Mensageiros. A corte Ming concedeu ao grupo coreano presentes de roupas finas durante o trajeto. Em 3 de junho, o oficial encarregado da escolta de Choe notificou o escritório de transporte em Pequim que três carruagens, mais cavalos e burros seriam necessários na viagem para a fronteira coreana; quando estes foram concedidos pela manhã, o grupo partiu rapidamente de Pequim. Numa indicação clara de seus valores orientados para o confucionismo, Choe não ficou triste por deixar os pontos turísticos de Pequim para trás, pois descobriu que as pessoas de lá eram obcecadas por negócios e pouco se importavam com a agricultura.

### Retorno a Coreia
O grupo chegou à capital de Liaodong em 2 de julho, partiu quatro dias depois, em 6 de julho, e em 12 de julho o grupo de Choe finalmente cruzou o rio Yalu e entrou em Joseon, na Coreia. Enquanto o Grande Canal tinha suas estações de mensageiros, eclusas de canal, rampas, toupeiras e caminhos de sirga pavimentados, a rota terrestre de Pequim ao rio Yalu era menos elaborada, mas ainda apresentava os marcadores de distância necessários e estações muradas. Um mês após o retorno de Choe à Coréia, a corte de Joseon sob o rei Seongjong (r. 1469–1494) enviou uma embaixada à corte Ming da China em um gesto de agradecimento pelo tratamento cordial da corte Ming a Choe e sua tripulação e pelo fornecimento seguro viajar para eles.

## Morte
Choe foi vítima de um expurgo político na corte, foi açoitado como punição pela facção rival que ganhou o poder e banido para Tanch'ŏn no norte em 1498 durante o Primeiro Expurgo de Literatos do reinado despótico de Yeonsangun (r. 1494–1506). Choe foi finalmente executado em 1504 durante o Segundo Expurgo de Literatos. No entanto, ele foi exonerado após a morte e recebeu honras póstumas pela corte de Joseon em 1506 com o declínio e exílio de Yeonsangun, e a ascensão de seu meio-irmão Jungjong (r. 1506–1544) ao trono.

## Obras publicadas sobre o diário de Choe

### Registros pré-modernos
Os relatos das viagens de Choe Bu na China tornaram-se notáveis depois que o rei Seongjong solicitou que Choe apresentasse um relato por escrito de suas experiências ao trono. Seu diário, Geumnam pyohaerok (chinês tradicional: 錦南漂海錄; língua coreana: 금남표해록), escrito em chinês literário (hanmun), foi armazenado nos acervos coreanos. Embora seja incerto se foi impresso logo após ter sido escrito, sabe-se que o neto de Choe, Yu Huichun (chinês tradicional: 柳希春; língua coreana: 유희춘) imprimiu-o amplamente na Coreia em 1569. Uma cópia da impressão original do neto de Choe está agora no Yōmei Bunko, em Quioto. O diário de Choe tornou-se famoso até mesmo no Japão durante o século XVI, quando foi reimpresso várias vezes. Uma cópia da edição japonesa de 1573 está agora no Kanazawa Bunko de Yokohama. Estas eram cópias impressas em xilogravura, mas uma primeira edição impressa em tipo móvel foi feita e está localizada no Tōyō Bunko de Tóquio. Em 1769, houve um registro japonês dos relatos do diário de Choe, cuja tradução parcial para a escrita japonesa ocorreu pelo pesquisador neoconfuciano Seita Tansō (1721–1785). Várias cópias manuscritas do período Edo, descrito no diário sobre a viagem de Choe também estão no Japão. Outras obras escritas por Choe foram compiladas e publicadas sob o título Geumnamjip (錦南集· 금남집) na Coreia.

### Registros modernos
Uma tradução completa do relato de Choe para o inglês foi preparada por John Meskill como parte de sua dissertação para a Universidade de Columbia (1958). Uma versão ligeiramente abreviada da tradução de Meskill foi publicada como um livro em 1965 pela editora University of Arizona Press, para a Association for Asian Studies.
Choe escreveu no tom usual de um acadêmico confucionista erudito, o que fornece uma visão dos valores e atitudes dos primeiros pesquisadores confucionistas de Joseon. O relato de Choe Bu é único entre os relatos de viagens estrangeiras na China, pois é da perspectiva de um náufrago, não de um embaixador coreano comum na China Ming. O historiador Eugene Newton Anderson observa que, enquanto os coreanos pré-modernos tendiam bajular a China e associá-la a tudo o que era positivo, Choe tratava-a com uma perspectiva mais objetiva de forasteiro. Quando os chineses pressionaram Choe sobre os rituais de adoração aos ancestrais da Coreia, Choe respondeu: "Todos os meus compatriotas constroem santuários e sacrificam a seus ancestrais. Eles servem aos deuses e espíritos que deveriam servir e não respeitam sacrifícios heterodoxos." A historiadora Laurel Kendall alega que isso talvez fosse uma ilusão, mas revela o que um confucionista coreano do século XV pensava que os chineses considerariam adequado, de acordo com os ensinamentos do filósofo chinês Confúcio. Quando um certo pesquisador chinês, Wang Yiyuan, simpatizou com Choe sobre a situação de seu grupo e lhe serviu chá, ele perguntou a Choe se os coreanos reverenciavam o Buda como os chineses. Choe respondeu: "meu país não reverencia a lei budista, honra apenas o sistema confucionista. Todas as suas famílias preocupam-se com a piedade filial, o dever fraterno, a lealdade e a sinceridade."
Embora Choe não bajulasse a China tanto quanto seus colegas e a visse como um estranho, ele expressou em seus escritos uma grande afinidade com os chineses, observando que as culturas da Coreia e da China dificilmente se distinguiam uma da outra em termos de valores paralelos. Por exemplo, Choe escreveu sobre uma conversa que teve com um oficial chinês que demonstrou muito acolhimento durante suas viagens, e afirmou:

Certamente isso mostra seus sentimentos de que, embora minha Coreia esteja além do mar, suas roupas e cultura sejam as mesmas da China, ela não pode ser considerada um país estrangeiro (...) Todos sob o Céu são meus irmãos; como podemos discriminar as pessoas por causa da distância? Isso é particularmente verdadeiro no meu país, que demonstra respeito à Corte Celestial e presta homenagem sem falha. O Imperador, por sua vez, nos trata com esmero e nos atende com benevolência. A sensação de segurança que ele transmite é perfeita.

No entanto, através dos diálogos escritos em seu diário, Choe expressou pequenas diferenças entre as culturas da China e da Coreia. Por exemplo, quando os chineses lhe perguntaram se o sistema educacional coreano oferecia ou não diplomas para especialistas que lidavam com apenas um dos Cinco Clássicos, Choe disse que um estudante coreano que estudou apenas um dos Clássicos, e não todos os cinco, estava condenado a ser reprovado no exame e nunca atingir o posto que um pesquisador confucionista tem de pleno direito.
Os comentários de Choe são valiosos para os historiadores que buscam entender melhor a cultura e a civilização chinesas do século XV; por exemplo, para os historiadores em busca de pistas sobre como a alfabetização era aplicada na China, ele diz que "até as crianças da aldeia, barqueiros e marinheiros" que fossem capazes de ler, o que já serve como uma evidência valiosa. Além disso, Choe afirmou que eles poderiam descrever para ele as montanhas, rios, antigas ruínas e outros lugares em suas regiões, junto com o significado das mudanças dinásticas. Choe também se preocupou em listar itens como as generosas provisões fornecidas pelos comandantes regionais, que incluíam um prato de carne de porco, dois patos, quatro galinhas, dois peixes, um copo de vinho, um prato de arroz, um prato de nozes, um prato de legumes, um prato de brotos de bambu, um prato de macarrão de trigo, um prato de jujuba e um prato de coalhada de tofu. Embora tenha recebido vinho na China, Choe escreve em seu diário que rejeitou a oferta devido ao período contínuo de luto de três anos por seu falecido pai. Além do vinho, ele afirmou que também se absteve de comer "carne, alho, cebola ou coisas doces". Essa estrita adesão aos princípios confucionistas, por parte de um coreano, agradou a seus anfitriões chineses.
Choe também fez observações sobre a topografia da China em cada uma das cidades e aldeias que visitou. Sua documentação com localizações exatas pode ajudar os historiadores a identificar lugares e estruturas antigas e perdidas. Ao descrever Sucheu, disse:

Antigamente, Sucheu era chamada de Wukuai. Faz fronteira com o mar a leste, domina três grandes rios e cinco lagos e tem mil li de campos ricos (…) Le Bridge fica dentro da muralha e separa os condados de Wu e Changzhou. Os bairros do mercado estão espalhados como estrelas. Muitos rios e lagos correm por [a região], refrescando-a e purificando-a.

### Registros similares
Um episódio similar sobre as viagens naufragadas de Choe Bu, na China, ocorreu em 1644, quando três navios japoneses com destino a Hokkaidō se perderam em uma violenta tempestade no mar. Os 15 sobreviventes liderados por Takeuchi Tōuemon (竹内藤右衛門)  – aqueles que não foram assassinados quando chegaram à costa – chegaram a um porto no que hoje pertence ao Krai do Litoral, mas que era então controlado pela recém-criada dinastia Qing da China. Eles foram levados para o grupo étnico dos manchus, em Cheniangue, e depois escoltados para a cidade recém-conquistada de Pequim. O príncipe manchu Dorgon (1612–1650) tratou esses náufragos japoneses com respeito, teve pena deles por seu infortúnio e forneceu-lhes provisões e navios para retornar ao Japão. Quando retornaram ao Japão, foram interrogados pelas autoridades de Tokugawa e apresentaram um relatório a Tokugawa Iemitsu (r. 1623–1651) sobre suas experiências na China. Assim como no caso de Choe Bu, este relato foi publicado como Dattan hyōryūki ("Relato da entrada na [Terra dos] Tártaros", em japonês:  韃靼漂流記) e como Ikoku monogatari ("Histórias de uma terra estrangeira", em japonês:  異国物語).